# Torneo Nacional de Clubes A 2017
El Torneo Nacional de Clubes A de 2017, por motivos de patrocinio ICBC Nacional de Clubes A 2017, fue la vigésima segunda edición del certamen nacional de clubes de rugby más importante de Argentina. Del mismo participaron dieciséis equipos: siete clasificados de la URBA y nueve clasificados del resto del país mediante las plazas obtenidas la pasada temporada, las cuales se distribuyeron tal que la región del noroeste argentino tiene cuatro representantes, la región del litoral tiene otros tres, y la región centro tiene otros dos.
Al igual que el pasado torneo, en este hubo cuartos de final, semifinales y final para definir al campeón, además haubo un descenso de plaza, aunque esta temporada sí podrá descender un equipo de la URBA al Nacional de Clubes B (no así, desde el Nacional de Clubes B al Torneo del Interior, donde los descensos serán solamente para equipos no pertenecientes al Torneo de la URBA).
El campeón de la temporada pasada fue Hindú, que derrotó a Belgrano AC 38 a 23 y obtuvo así su séptimo título.

## Equipos participantes
| Equipo                              | Ciudad                | Unión | Clasificación                               |
| ----------------------------------- | --------------------- | ----- | ------------------------------------------- |
| Belgrano Athletic Club              | Capital Federal       | URBA  | Campeón del Torneo de la URBA               |
| Club Newman                         | Benavídez             | URBA  | Semifinalista del Torneo de la URBA         |
| Club Universitario de Buenos Aires  | Capital Federal       | URBA  | 7.º del Torneo de la URBA                   |
| Duendes Rugby Club                  | Rosario               | URR   | Campeón del Torneo Regional del Litoral     |
| Hindú Club                          | Don Torcuato          | URBA  | Subcampeón del Torneo de la URBA            |
| Tala Rugby Club                     | Ciudad de Córdoba     | UCR   | Campeón del Torneo de Córdoba               |
| Tucumán Rugby Club                  | Yerba Buena           | URT   | 3.º del Torneo Regional del Noroeste        |
| Urú Curé Rugby Club                 | Río Cuarto            | UCR   | Subcampeón del Torneo de Córdoba            |
| Club San Luis                       | La Plata              | URBA  | Semifinalista del Torneo de la URBA         |
| Universitario Rugby Club de Tucumán | San Miguel de Tucumán | URT   | Co-campeón del Torneo Regional del Noroeste |
| Club de Rugby Ateneo Inmaculada     | Santa Fe              | USR   | 3.º del Torneo Regional del Litoral         |
| Club Regatas de Bella Vista         | Bella Vista           | URBA  | Cuartos de final del Torneo de la URBA      |
| Old Resian Club                     | Rosario               | URR   | Subcampeón del Torneo Regional del Litoral  |
| Huirapuca Rugby Club                | Concepción            | URT   | 4.º del Torneo Regional del Noroeste        |
| San Isidro Club                     | San Isidro            | URBA  | Cuartos de final del Torneo de la URBA      |
| Los Tarcos Rugby Club               | San Miguel de Tucumán | URT   | Co-campeón del Torneo Regional del Noroeste |

Plazas
| Región             | Cantidad |
| ------------------ | -------- |
| URBA               | 7        |
| Noroeste Argentino | 4        |
| Litoral            | 3        |
| Córdoba (Centro)   | 2        |

## Forma de disputa y reglamentaciones
El torneo está dividido en dos etapas, la fase de grupos y los enfrentamientos directos.
Primera fase:
Los dieciséis clubes se dividen en cuatro grupos donde se enfrentan todos contra todos en enfrentamientos de ida y vuelta. Los mejores dos de cada grupo avanzan a la siguiente fase.
La puntuación se otorga de la siguiente manera; cuatro (4) puntos por partido ganado, dos (2) en caso de empate y cero (0) por partido perdido. Además se otorga punto bonus tanto ofensivo como defensivo.
- El punto bonus ofensivo se da cuando un equipo logra ganar por una diferencia de tres tries y/o tries penales o más.
- El punto bonus defensivo cuando un equipo pierde por una diferencia no mayor a los siete tantos.

Segunda fase:
Los ocho equipos se dividen en cuatro parejas, quienes a enfrentamiento único se eliminaran en cancha del mejor ubicado. Se confeccionara una tabla donde los cuatro mejores se ubicarán del primero al cuarto sobre la base de la cantidad de puntos obtenidos y los segundos se ubicarán del quinto al octavo. Se determina que los partidos serán 1.° - 8.°, 2.° - 7.°, 3.° - 6.° y 4.° - 8.°. Los cuatro ganadores acceden a las semifinales, y los ganadores de las mismas a la final, donde el ganador se proclama campeón.

## Primera fase
Todos los horarios corresponden a la hora oficial argentina AST (UTC−3).

### Zona 1
| Pos. | Equipo              | Encuentros | Encuentros | Encuentros | Encuentros | Tantos | Tantos | Tantos | Bonus | Bonus | Puntos |
| Pos. | Equipo              | PJ         | PG         | PE         | PP         | F      | C      | Dif    | BO    | BD    | Puntos |
| ---- | ------------------- | ---------- | ---------- | ---------- | ---------- | ------ | ------ | ------ | ----- | ----- | ------ |
| 1.º  | Regatas Bella Vista | 6          | 6          | 0          | 0          | 275    | 101    | 174    | 3     | 0     | 27     |
| 2.º  | Belgrano Athletic   | 6          | 3          | 0          | 3          | 154    | 105    | 49     | 2     | 2     | 16     |
| 3.º  | Huirapuca RC        | 6          | 2          | 0          | 4          | 117    | 150    | -33    | 1     | 2     | 11     |
| 4.º  | Old Resian          | 6          | 1          | 0          | 5          | 39     | 229    | -190   | 0     | 0     | 4      |

|  | Clasificado a los cuartos de final.      |
|  | Disputa las semifinales por el descenso. |

Primera fecha
| 11 de marzo, 15:30 | Old Resian | 23 - 18 | Huirapuca RC | Grantfield, Rosario    |                        |
|                    | Tries: · Nazareno Valentini 27' · Nicolás Pendino 36' · Conversiones: · Nazareno Valentini 27', 36' · Penales: · Nazareno Valentini 14', 20', 78' · Tarjetas: · Adrián Bacchella 48' hasta 58' · Víctor Jaef 72' hasta 80' | Reporte | Tries: · 65' Isaac Sprenger · 80' Santiago Rocchia · Conversión: · 65' Ezequiel Faralle · Penales: · 16', 31' Ezequiel Faralle · Tarjeta: · 21' hasta 31' Pedro Peluffo | Árbitro(s): Jason Mola | Árbitro(s): Jason Mola |

| 12 de marzo, 16:10 | Regatas Bella Vista | 36 - 29 | Belgrano Athletic | Club de Regatas Bella Vista, Bella Vista |                             |
|                    | Tries: · Santiago Camerlinckx 2' · Pedro Vallega 17' · Marcos Joseph 48' · Alejo Barrera 64' · Malcom Spencer 80' · Conversiones: · José de la Torre 2', 48', 64', 80' · Penal: · José de la Torre 70' · Tarjetas: · Román Casté 40' hasta 50' · Lautaro Baños 47' hasta 57' | Reporte | Tries: · 14', 43' Try Penal · 45' Francisco Ferronato · 73' Santiago Uriburu · Conversión: · 73' Agustín López Isnardi · Penal: · 52' Agustín López Isnardi · Tarjetas: · 23' hasta 33' Tomás Rosati | Árbitro(s): Damián Scheider              | Árbitro(s): Damián Scheider |

Segunda fecha
| 18 de marzo, 15:30 | Belgrano Athletic | 30 - 0  | Old Resian                                                                   | Belgrano Athletic Club, Capital Federal |                                |
|                    | Tries: · Francisco Ferronato 2' · Tomás Filipuzzi 10' · Eduardo de la Paz 42' · Tomás Arizaga 52' · Conversiones: · Tomás Rosati 2', 43' · Penal: · Tomás Rosati 38' · Drop: · Tomás Rosati 49' · Tarjetas: · Pedro Bugiani 32' hasta 42' · Francisco Ferronato 45' hasta 55' · Benjamín Espinal 65' hasta 75' · Mauro Rebussone 77' hasta 80' | Reporte | Tarjetas: · Adrián Bacchella 39' hasta 49' · Alejandro Vaisman 60' hasta 70' | Árbitro(s): Santiago Altobelli          | Árbitro(s): Santiago Altobelli |

| 18 de marzo, 16:10 | Huirapuca RC | 32 - 35 | Regatas Bella Vista | Huirapuca Social Club, Concepción |                             |
|                    | Tries: Lisandro Faralle 17', 52' Santiago Rocchia 57' Isaías Montoya 68' Conversiones: Ezequiel Faralle 17', 52', 68' Penal: Ezequiel Faralle 40', 72' Tarjetas: | Reporte | Tries: 13' Alejo Barrera 28' Cruz Camerlinckx 60' Lucas Rush 76' Pedro Vallega Conversiones: 13', 28', 60' José de la Torre Penal: 35', 46', 80' José de la Torre Tarjetas: | Árbitro(s): Federico Cuesta       | Árbitro(s): Federico Cuesta |

Tercera fecha
| 25 de marzo, 16:10 | Belgrano Athletic | 15 - 17 | Huirapuca RC |             |             |
|                    |                   | Reporte |              | Árbitro(s): | Árbitro(s): |

| 26 de marzo, 15:30 | Old Resian | 3 - 41 | Regatas Bella Vista |             |  |
|                    |            |        |                     | Árbitro(s): |  |

Cuarta fecha
| 1 de abril, | Huirapuca RC | 25 - 10 | Old Resian |             |  |
|             |              |         |            | Árbitro(s): |  |

| 1 de abril, | Belgrano Athletic | 24 - 37 | Regatas Bella Vista |             |  |
|             |                   |         |                     | Árbitro(s): |  |

Quinta fecha
| 8 de abril, | Old Resian | 3 - 32 | Belgrano Athletic |             |  |
|             |            |        |                   | Árbitro(s): |  |

| 8 de abril, | Regatas Bella Vista | 43 - 13 | Huirapuca RC |             |  |
|             |                     |         |              | Árbitro(s): |  |

Sexta fecha
| 15 de abril, | Regatas Bella Vista | 83 - 0 | Old Resian |             |  |
|              |                     |        |            | Árbitro(s): |  |

| 15 de abril, | Huirapuca RC | 12 - 24 | Belgrano Athletic |             |  |
|              |              |         |                   | Árbitro(s): |  |

### Zona 2
| Pos. | Equipo     | Encuentros | Encuentros | Encuentros | Encuentros | Tantos | Tantos | Tantos | Bonus | Bonus | Puntos |
| Pos. | Equipo     | PJ         | PG         | PE         | PP         | F      | C      | Dif    | BO    | BD    | Puntos |
| ---- | ---------- | ---------- | ---------- | ---------- | ---------- | ------ | ------ | ------ | ----- | ----- | ------ |
| 1.º  | Tucumán RC | 6          | 4          | 0          | 2          | 220    | 151    | 69     | 1     | 1     | 18     |
| 2.º  | Hindú      | 6          | 3          | 0          | 3          | 250    | 159    | 91     | 3     | 2     | 17     |
| 3.º  | Duendes    | 6          | 3          | 0          | 3          | 127    | 253    | -126   | 0     | 0     | 12     |
| 4.º  | S.I.C.     | 6          | 2          | 0          | 4          | 180    | 214    | -34    | 0     | 2     | 10     |

|  | Clasificado a los cuartos de final.      |
|  | Disputa las semifinales por el descenso. |

Primera fecha
| 11 de marzo, 14:10 | Duendes | 16 - 10 | Tucumán RC                                                                                       | Duendes, Rosario          |                           |
|                    | Try: · Juan Prieto 56' · Conversión: · Mateo Escalante 56' · Penales: · Santiago Araujo 19', 25', 43' · Tarjetas: · Mauro Genco 27' hasta 37' · Guillermo Imhoff 32' hasta 42' · Guillermo Imhoff 59' | Reporte | Tries: · 5' Juan Martín Guerineau · 36' Lucas Cartier · Tarjeta: · 50' hasta 60' Mariano Sánchez | Árbitro(s): Andrés Sutton | Árbitro(s): Andrés Sutton |

| 28 de marzo, 21:00 | Hindú | 58 - 27 | S.I.C. |             |  |
|                    |       |         |        | Árbitro(s): |  |

Segunda fecha
| 18 de marzo | Tucumán RC | 29 - 24 | Hindú |             |  |
|             |            |         |       | Árbitro(s): |  |

| 18 de marzo | S.I.C. | 35 - 37 | Duendes |             |  |
|             |        |         |         | Árbitro(s): |  |

Tercera fecha
| 24 de marzo, 15:30 | S.I.C. | 38 - 24 | Tucumán RC |             |             |
|                    |        | Reporte |            | Árbitro(s): | Árbitro(s): |

| 24 de marzo, 15:30 | Duendes | 20 - 38 | Hindú |             |             |
|                    |         | Reporte |       | Árbitro(s): | Árbitro(s): |

Cuarta fecha
| 1 de abril | Tucumán RC | 68 - 14 | Duendes |             |  |
|            |            |         |         | Árbitro(s): |  |

| 1 de abril | S.I.C. | 27 - 22 | Hindú |             |  |
|            |        |         |       | Árbitro(s): |  |

Quinta fecha
| 8 de abril | Duendes | 30 - 29 | S.I.C. |             |  |
|            |         |         |        | Árbitro(s): |  |

| 8 de abril | Hindú | 35 - 46 | Tucumán RC |             |  |
|            |       |         |            | Árbitro(s): |  |

Sexta fecha
| 15 de abril | Hindú | 73 - 10 | Duendes |             |  |
|             |       |         |         | Árbitro(s): |  |

| 15 de abril | Tucumán RC | 43 - 24 | S.I.C. |             |  |
|             |            |         |        | Árbitro(s): |  |

### Zona 3
| Pos. | Equipo            | Encuentros | Encuentros | Encuentros | Encuentros | Tantos | Tantos | Tantos | Bonus | Bonus | Puntos |
| Pos. | Equipo            | PJ         | PG         | PE         | PP         | F      | C      | Dif    | BO    | BD    | Puntos |
| ---- | ----------------- | ---------- | ---------- | ---------- | ---------- | ------ | ------ | ------ | ----- | ----- | ------ |
| 1.º  | Newman            | 6          | 4          | 1          | 1          | 149    | 146    | 3      | 0     | 0     | 18     |
| 2.°  | Tala RC           | 6          | 3          | 1          | 2          | 160    | 124    | 36     | 0     | 1     | 15     |
| 3.º  | C.U.B.A.          | 6          | 3          | 0          | 3          | 134    | 120    | 14     | 2     | 1     | 15     |
| 4.°  | Universitario (T) | 6          | 1          | 0          | 5          | 135    | 188    | -53    | 0     | 2     | 6      |

|  | Clasificado a los cuartos de final.      |
|  | Disputa las semifinales por el descenso. |

Primera fecha
| 11 de marzo, 15:30 | Tala RC | 44 - 22 | Universitario (T) | Tala, Córdoba               |                             |
|                    | Tries: · Franco Casutti (2) · Rodolfo Ambrosio · Franco Cuaranta · Guillermo Albrisi · Conversiones: · Cristian Nacassian (5) · Penales: · Cristian Nacassian (3) · Tarjetas: · Ramiro Benavidez · Marcos Lobato · Sergio Páez | Reporte | Tries: · (2) Nicolás Sbrocco · Santiago Resino · Conversiones: · (2) Martín Arregui · Penal: · Martín Arregui · Tarjetas: · Martín Thompson · Juan Cruz · Martín Thompson | Árbitro(s): Emilio Traverso | Árbitro(s): Emilio Traverso |

| 22 de marzo, 21:00 | Newman | 21 - 15 | C.U.B.A. |             |  |
|                    |        |         |          | Árbitro(s): |  |

Segunda fecha
| 18 de marzo | C.U.B.A. | 20 - 16 | Tala RC |             |  |
|             |          |         |         | Árbitro(s): |  |

| 18 de marzo | Universitario (T) | 25 - 27 | Newman |             |  |
|             |                   |         |        | Árbitro(s): |  |

Tercera fecha
| 26 de marzo, 15:30 | C.U.B.A. | 40 - 19 | Universitario (T) |             |  |
|                    |          |         |                   | Árbitro(s): |  |

| 26 de marzo, 16:10 | Tala RC | 23 - 23 | Newman |             |  |
|                    |         |         |        | Árbitro(s): |  |

Cuarta fecha
| 1 de abril | Universitario (T) | 31 - 24 | Tala RC |             |  |
|            |                   |         |         | Árbitro(s): |  |

| 1 de abril | C.U.B.A. | 24 - 30 | Newman |             |  |
|            |          |         |        | Árbitro(s): |  |

Quinta fecha
| 8 de abril | Tala RC | 24 - 11 | C.U.B.A. |             |  |
|            |         |         |          | Árbitro(s): |  |

| 8 de abril | Newman | 31 - 28 | Universitario (T) |             |  |
|            |        |         |                   | Árbitro(s): |  |

Sexta fecha
| 15 de abril | Newman | 17 - 31 | Tala RC |             |  |
|             |        |         |         | Árbitro(s): |  |

| 15 de abril | Universitario (T) | 10 -24 | C.U.B.A. |             |  |
|             |                   |        |          | Árbitro(s): |  |

### Zona 4
| Pos. | Equipo         | Encuentros | Encuentros | Encuentros | Encuentros | Tantos | Tantos | Tantos | Bonus | Bonus | Puntos |
| Pos. | Equipo         | PJ         | PG         | PE         | PP         | F      | C      | Dif    | BO    | BD    | Puntos |
| ---- | -------------- | ---------- | ---------- | ---------- | ---------- | ------ | ------ | ------ | ----- | ----- | ------ |
| 1.°  | Urú Curé       | 6          | 5          | 0          | 1          | 171    | 135    | 36     | 1     | 0     | 21     |
| 2.°  | San Luis (LP)  | 6          | 4          | 0          | 2          | 174    | 145    | 29     | 2     | 0     | 18     |
| 3.°  | C.R.A.I.       | 6          | 3          | 0          | 3          | 168    | 146    | 22     | 1     | 1     | 14     |
| 4.°  | Los Tarcos (T) | 6          | 0          | 0          | 6          | 110    | 197    | -87    | 0     | 1     | 1      |

|  | Clasificado a los cuartos de final. |

Primera fecha
| 11 de marzo, 15:30 | San Luis (LP) | 29 - 10 | Los Tarcos (T)                                                                               | San Luis, La Plata         |                            |
|                    | Tries: Facundo Amado 7' Ricardo Wagner 30', 38', 78' Eduardo Ruesta 42' Conversiones: Felipe Campodónico 42', 78' | Reporte | Try: 53' Santiago Chehuán Conversión: 53' Franco Alves Rojano Penal: 12' Franco Alves Rojano | Árbitro(s): Joaquín Montes | Árbitro(s): Joaquín Montes |

| 11 de marzo, 16:30 | C.R.A.I. | 13 - 20 | Urú Curé | CRAI, Rosario                  |                                |
|                    | Try: · Franco Radín 4' · Conversión: · Facundo Beltramino 4' · Penales: · Facundo Beltramino 28', 73' · Tarjetas: · Tomás Ramos · Pedro Marozzi | Reporte | Tries: · 13' Francisco Abrile · 25' Juan Bernardini · Conversiones: · 13', 25' Gonzalo Sennmarten · Penales: · 63', 67' Gonzalo Sennmarten · Tarjetas: · Mauro Palacios · Áxel Elowson | Árbitro(s): Santiago Altobelli | Árbitro(s): Santiago Altobelli |

Segunda fecha
| 18 de marzo, 15:30 | Urú Curé | 34 - 19 | San Luis (LP) |             |  |
|                    |          |         |               | Árbitro(s): |  |

| 19 de marzo, 16:30 | Los Tarcos (T) | 16 - 40 | C.R.A.I. |             |  |
|                    |                |         |          | Árbitro(s): |  |

Tercera fecha
| 26 de marzo, 15:30 | San Luis (LP) | 32 - 44 | C.R.A.I. |             |  |
|                    |               |         |          | Árbitro(s): |  |

| 26 de marzo, 15:30 | Urú Curé | 30 - 28 | Los Tarcos (T) |             |  |
|                    |          |         |                | Árbitro(s): |  |

Cuarta fecha
| 1 de abril | Los Tarcos (T) | 19 - 27 | San Luis (LP) |             |  |
|            |                |         |               | Árbitro(s): |  |

| 1 de abril | Urú Curé | 29 - 20 | C.R.A.I. |             |  |
|            |          |         |          | Árbitro(s): |  |

Quinta fecha
| 8 de abril | San Luis (LP) | 38 - 17 | Urú Curé |             |  |
|            |               |         |          | Árbitro(s): |  |

| 8 de abril | C.R.A.I. | 30 - 20 | Los Tarcos (T) |             |  |
|            |          |         |                | Árbitro(s): |  |

Sexta fecha
| 15 de abril | C.R.A.I. | 21 - 29 | San Luis (LP) |             |  |
|             |          |         |               | Árbitro(s): |  |

| 15 de abril | Los Tarcos (T) | 17 - 41 | Urú Curé |             |  |
|             |                |         |          | Árbitro(s): |  |

## Segunda fase
|  | Cuartos de final    | Cuartos de final |               |                   | Semifinales | Semifinales |  |       | Final       | Final       |  |
|  | 20 de mayo          | 20 de mayo       |               |                   | 1 de julio  | 1 de julio  |  |       | 29 de julio | 29 de julio |  |
|  |                     |                  |               |                   |             |             |  |       |             |             |  |
|  |                     |                  |               |                   |             |             |  |       |             |             |  |
|  | Regatas Bella Vista | 27               |               |                   |             |             |  |       |             |             |  |
|  | Regatas Bella Vista | 27               |               |                   |             |             |  |       |             |             |  |
|  | Tala RC             | 29               |               |                   |             |             |  |       |             |             |  |
|  | Tala RC             | 29               |               | Tala RC           | 47          |             |  |       |             |             |  |
|  |                     |                  |               | Tala RC           | 47          |             |  |       |             |             |  |
|  |                     |                  | San Luis (LP) | 35                |             |             |  |       |             |             |  |
|  | Newman              | 16               | San Luis (LP) | 35                |             |             |  |       |             |             |  |
|  | Newman              | 16               |               |                   |             |             |  |       |             |             |  |
|  | San Luis (LP)       | 19               |               |                   |             |             |  |       |             |             |  |
|  | San Luis (LP)       | 19               |               |                   |             |             |  | Hindú | 20          |             |  |
|  |                     |                  |               |                   |             |             |  | Hindú | 20          |             |  |
|  |                     |                  | Tala RC       | 10                |             |             |  |       |             |             |  |
|  | Tucumán RC          | 21               | Tala RC       | 10                |             |             |  |       |             |             |  |
|  | Tucumán RC          | 21               |               |                   |             |             |  |       |             |             |  |
|  | Belgrano Athletic   | 27               |               |                   |             |             |  |       |             |             |  |
|  | Belgrano Athletic   | 27               |               | Belgrano Athletic | 31          |             |  |       |             |             |  |
|  |                     |                  |               | Belgrano Athletic | 31          |             |  |       |             |             |  |
|  |                     |                  | Hindú         | 45                |             |             |  |       |             |             |  |
|  | Urú Curé            | 22               | Hindú         | 45                |             |             |  |       |             |             |  |
|  | Urú Curé            | 22               |               |                   |             |             |  |       |             |             |  |
|  | Hindú               | 24               |               |                   |             |             |  |       |             |             |  |
|  | Hindú               | 24               |               |                   |             |             |  |       |             |             |  |
|  |                     |                  |               |                   |             |             |  |       |             |             |  |

### Cuartos de final
| 20 de mayo, 15:30 | Regatas Bella Vista | 27 - 29 | Tala RC |             |  |
|                   |                     |         |         | Árbitro(s): |  |

| 20 de mayo, 15:30 | Newman | 16 - 19 | San luis |             |  |
|                   |        |         |          | Árbitro(s): |  |

| 20 de mayo, 15:30 | Tucumán RC | 21 - 27 | Belgrano Athletic |             |  |
|                   |            |         |                   | Árbitro(s): |  |

| 20 de mayo, 15:30 | Urú Curé | 22 - 24 | Hindú |             |  |
|                   |          |         |       | Árbitro(s): |  |

### Semifinales
| 1 de julio, 15:30 | Tala RC (Córdoba) | 47 - 35 | San Luis (La Plata) |             |  |
|                   |                   |         |                     | Árbitro(s): |  |

| 1 de julio, 15:30 | Belgrano Athletic | 31 - 45 | Hindú RC |             |  |
|                   |                   |         |          | Árbitro(s): |  |

### Final
| 29 de julio, 15:30 | Hindú | 20 - 10 | Tala (Córdoba) | C.A.S.I.,                                 |  |
|                    |       |         |                | Asistencia: 5000 espectadores Árbitro(s): |  |

## Descenso
|  | Cuartos de final  | Cuartos de final |            |            | Semifinales | Semifinales |  |          | Final       | Final       |  |
|  | 20 de mayo        | 20 de mayo       |            |            | 1 de julio  | 1 de julio  |  |          | 29 de julio | 29 de julio |  |
|  |                   |                  |            |            |             |             |  |          |             |             |  |
|  |                   |                  |            |            |             |             |  |          |             |             |  |
|  | Huirapuca RC      | 38               |            |            |             |             |  |          |             |             |  |
|  | Huirapuca RC      | 38               |            |            |             |             |  |          |             |             |  |
|  | S.I.C.            | 31               |            |            |             |             |  |          |             |             |  |
|  | S.I.C.            | 31               |            | S.I.C.     | 12          |             |  |          |             |             |  |
|  |                   |                  |            | S.I.C.     | 12          |             |  |          |             |             |  |
|  |                   |                  | C.U.B.A.   | 6          |             |             |  |          |             |             |  |
|  | C.U.B.A.          | 19               | C.U.B.A.   | 6          |             |             |  |          |             |             |  |
|  | C.U.B.A.          | 19               |            |            |             |             |  |          |             |             |  |
|  | Los Tarcos (T)    | 27               |            |            |             |             |  |          |             |             |  |
|  | Los Tarcos (T)    | 27               |            |            |             |             |  | C.U.B.A. | 59          |             |  |
|  |                   |                  |            |            |             |             |  | C.U.B.A. | 59          |             |  |
|  |                   |                  | Old Resian | 22         |             |             |  |          |             |             |  |
|  | C.R.A.I.          | 91               | Old Resian | 22         |             |             |  |          |             |             |  |
|  | C.R.A.I.          | 91               |            |            |             |             |  |          |             |             |  |
|  | Old Resian        | 7                |            |            |             |             |  |          |             |             |  |
|  | Old Resian        | 7                |            | Old Resian | 15          |             |  |          |             |             |  |
|  |                   |                  |            | Old Resian | 15          |             |  |          |             |             |  |
|  |                   |                  | Duendes    | 38         |             |             |  |          |             |             |  |
|  | Duendes           | 24               | Duendes    | 38         |             |             |  |          |             |             |  |
|  | Duendes           | 24               |            |            |             |             |  |          |             |             |  |
|  | Universitario (T) | 46               |            |            |             |             |  |          |             |             |  |
|  | Universitario (T) | 46               |            |            |             |             |  |          |             |             |  |
|  |                   |                  |            |            |             |             |  |          |             |             |  |

### Cuartos de final
| 20 de mayo, 15:30 | C.U.B.A. | 19 - 27 | Los Tarcos (T) |             |  |
|                   |          |         |                | Árbitro(s): |  |

| 20 de mayo, 15:30 | C.R.A.I. | 91 - 7 | Old Resian |             |  |
|                   |          |        |            | Árbitro(s): |  |

| 20 de mayo, 15:30 | Duendes | 24 - 46 | Universitario (T) |             |  |
|                   |         |         |                   | Árbitro(s): |  |

| 20 de mayo, 15:30 | Huirapuca RC | 38 - 31 | S.I.C. |             |  |
|                   |              |         |        | Árbitro(s): |  |

### Semifinales
| 1 de julio, 15:30 | S.I.C. | 12 - 6 | C.U.B.A |             |  |
|                   |        |        |         | Árbitro(s): |  |

| 1 de julio, 15:30 | Old Resian | 15 - 38 | Duendes |             |  |
|                   |            |         |         | Árbitro(s): |  |

### Final
| 29 de julio, 15:30 | C.U.B.A. | 59 - 22 | Old Resian |                                |                                |
|                    | 1.Ponti Matías, 2.Aguirre Facundo, 3.Tsin Santiago, 4.Loza Marcos, 5.Uriarte Santiago, 6.Benegas Felipe, 7.Maguire Lucas, 8.Ortiz de Rozas Benito, 9.Viale Sebastián, 10.Viacava Santiago, 11.Moroni Marcos, 12.Avalos Rodrigo, 13.Morani Thomas, 14.Ocampo Benjamín, 15.Mesigos Juan Cruz ; 8' Try de Marcos Moroni convertido por Santiago Viacaba (C); 11' Try de Juan Mesigos (C); 22' Try de Thomas Morani convertido por Santiago Viacaba (C); 25' y 30' tries de Marcos Moroni convertidos por Santiago Viacaba (C); 33' Try de Rodrigo Ávalos convertido por Santiago Viacaba (C). Segundo Tiempo 16' Try de Santiago Viacaba;a 29' Try de Benjamín Ocampo convertido por Santiago Viacaba; 40' Try de Marcos Moroni convertido por Santiago Viacaba |         | 1- Ulises Garziera, 2- Benjamín Vaisman, 3- Renzo Grimi; 4- Juan Ignacio Dalbes, 5- Alejandro Vaisman; 6- Tomás Ghidinelli, 7- Bernardo Monllor, 8- Agustín Vaisman; 9- Valentín Fernández, 10- Nicolás Pendino; 11- Nicolás Perino, 12- Enrique Alsina, 13- Francisco Cuneo, 14- Felipe Fernández; 15- Lucas Humanes. 5' Try de Juan Dables; Segundo tiempo 3' Try de Francisco Cúneo (OR); 14' Try de Lucas Humanes convertido por Nicolás Pendino (OR); 29'; 38' Try de Brian Sánchez (OR). | Árbitro(s): Santiago Altobelli | Árbitro(s): Santiago Altobelli |